# Андрійчук Михайло Миколайович
Миха́йло Микола́йович Андрійчу́к (* 30 листопада 1894, село Слобідка Товмацького повіту, Галичина, нині село Гончарів Тлумацького району Івано-Франківської області — † 28 листопада 1938, Нью-Йорк) — український робітничий письменник, журналіст і громадський діяч у США. Літературний псевдонім — М. Ган.

## Біографічні відомості
Родом із села Слобідки на Станіславщині. 1909 року 15-річним хлопцем почав свій трудовий шлях в еміграції. Спершу в Німеччині працював на шахті поблизу міста Катовиць (нині Польща). Від 1911 року в США. Від 1914 року працював на фабриці в місті Рочестер, де брав активну участь у культурно-освітній роботі серед української трудової еміграції.
Самотужки здобув освіту.
У США став членом Української федерації Соціалістичної партії Америки. На II з'їзді був обраний до керівництва партії. Редагував газету «Робітник». Від 1919 року і до останніх років життя — член Комуністичної партії США.
Від 1920 року — один із засновників робітничої газети «Українські щоденні вісті», її редактор.
Писав фейлетони й оповідання про долю українських емігрантів в Америці, драматичні твори для самодіяльних гуртків та ін.

## Твори
- Вибрані твори. — Нью-Йорк, 1953.
- Вибране / Передмова М. Тарновського. — К., 1957.